# Gollion
Gollion (toponimo francese) è un comune svizzero di 901 abitanti del Canton Vaud, nel distretto di Morges.

## Monumenti e luoghi d'interesse

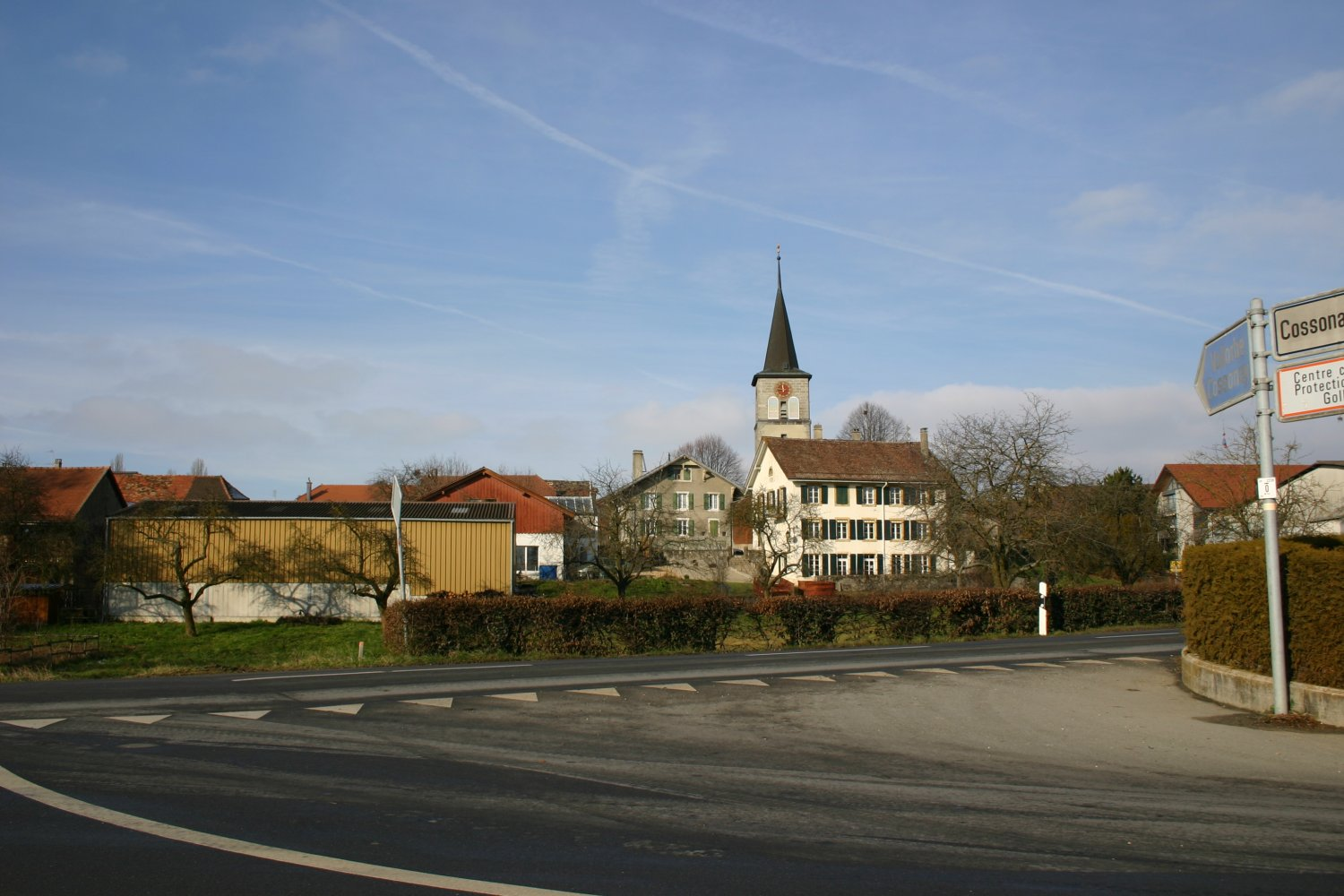
La chiesa di San Cristoforo

- Chiesa riformata di San Cristoforo, eretta nel XV secolo e ricostruita nel 1749[1].

## Società

### Evoluzione demografica
L'evoluzione demografica è riportata nella seguente tabella:
Abitanti censiti

## Amministrazione
Ogni famiglia originaria del luogo fa parte del cosiddetto comune patriziale e ha la responsabilità della manutenzione di ogni bene ricadente all'interno dei confini del comune.